# Nohra Padilla
Nohra Padilla Herrera es la líder y portavoz de las asociaciones de recicladores de Colombia. En 2013 fue galardonada con el Premio Medioambiental Goldman en la categoría “América del Sur”.

## Vida personal
Nohra Padilla quedó huérfana de padre aun siendo niña; su madre, al igual que su abuela años atrás, vio en el reciclaje el único modo de sustentar una familia de 7 o 12 hermanos, pues allí encontraban todo lo necesario para vivir. Al mismo tiempo, Nohra recuerda como su madre hizo un esfuerzo para que sus hijos fueran a la escuela.
La concienciación de Nohra Padilla de la necesidad de organizarse y luchar por los derechos básicos de los recicladores se produjo cuando el vertedero local del que se abastecían fue cerrado, y tuvo que empezar a trabajar en las calles de Bogotá, donde la cultura de violencia de Colombia condena a los trabajadores a estar expuestos a una mayor incertidumbre e inseguridad.

## Recicladores en Colombia
Los recicladores juegan desde hace más de 80 años un papel importante en el tratamiento de residuos en Colombia, pues al considerar la basura como un recurso, disminuyen la presión en la extracción de nuevas materias primas para el abastecimiento de las necesidades de la población. A ello se añade el hecho de que los residuos orgánicos sin ser tratados emiten gases de efecto invernadero.
A pesar de ello, es un oficio realizado en condiciones muy duras, generalmente llevado a cabo por familias desplazadas a las grandes ciudades que no logran encontrar trabajo, y que ha sido largamente menospreciado y marginalizado. Además, es un oficio que se opone a los intereses de las poderosas multinacionales de la basura, por ello los recicladores han sufrido presiones y malos tratos que iban desde la desprotección legal, cuando les cerraban los vertederos y se veían forzados a desarrollar su oficio en la peligrosidad de las calles, hasta el robo del material ya recogido y seleccionado.
Por todos esos motivos, Nohra Padilla se dio cuenta de la necesidad de organizar a los más de 30 000 recicladores en cooperativas, para así poder luchar por sus derechos básicos como trabajadores, entre los que destacan asegurar la seguridad del oficio y conseguir el reconocimiento social de la dignidad de su trabajo, pues al fin y al cabo están realizando un “servicio a la ciudad”.
Por ello se convirtió en la líder y portavoz de la Asociación de Recicladores de Bogotá (ARB), que representa a los 3 000 recicladores informales de la ciudad, y de la Asociación Nacional de Recicladores de Colombia (ANR), representando a unos 12 000 recicladores. Aparte, existen más de 25 asociaciones de recicladores en toda Colombia.
Uno de los mayores objetivos conseguidos gracias a la lucha sindical fue la resolución judicial de 2011 sobre la base de la que los recicladores podían competir con las empresas basureras para obtener contratos municipales. Otro logro fue cuando el alcalde de Bogotá decretó que el reciclaje era obligatorio. Sin embargo, todos los avances fueron a costa de recibir muchas amenazas de las multinacionales basureras, junto con humillaciones y denigraciones públicas, y hasta les llegaron a robar los ordenadores en las sedes sindicales.

## Líder sindical
En su papel como líder sindical, Nohra Padilla aúna la lucha por la justicia social (es decir, la mejora de las condiciones de vida de los trabajadores) y los objetivos medioambientales. En sus propias palabras, “la fuerza mía creo que sale de las ganas de que se haga justicia con nuestro gremio, de que la sociedad nos valore. Sueño y trabajo para que todos los recicladores en Colombia sean remunerados justamente”. Su objetivo último es que las asociaciones consigan organizarse de tal modo que formen empresas dedicadas a la recolección y transformación de materiales. Tal y como se define ella misma, “humildes pero valientes”.